# Leon Wyczółkowski

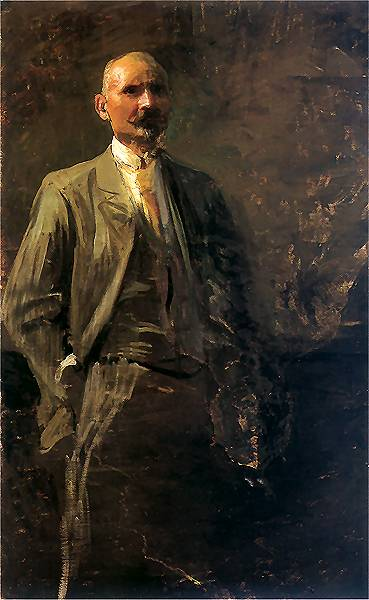
Autoportret, cca. 1900

Leon Jan Wyczółkowski (n. 11 aprilie 1852, Huta Miastowska lângă Garwolin - d. 27 decembrie 1936, Varșovia) a fost unul dintre membrii marcanți ai mișcării Tânăra Polonie, fiind principalul reprezentant al realismului polonez a acelei perioade. A făcut parte din Grupul de la München. Leon Wyczółkowski a fost pictor, grafician, ilustrator de carte și profesor la Academia de Arte Frumoase Jan Matejko din Cracovia între anii 1895 - 1911, din 1934 a fost profesor la Academia de Arte Frumoase din Varșovia. El este unul din membrii fondatori ai Societății artiștilor polonezi „Sztuka”. Wyczolkowski s-a căsătorit în 1915 cu Franciszką Panków și nu a avut urmași.

## Biografie
Leon Wyczółkowski s-a născut în localitatea Huta Miastkowska lângă Garwolina, în 11 aprilie 1852. Mama lui Leon se numea Antonina Falińskich și tatăl său, Martin Wyczółkowski, era un mic comerciant care făcea parte din mica nobilime. Școala elementară o face în Kamionce lângă orașul Lublin, după care urmează cursurile liceale  în Siedlce și ulterior în Varșovia. Între anii 1869 - 1871 studiază la Școala de Desen din Varșovia, avându-i ca profesori pe Antoni Kamieński și Rafała Hadziewicz și mai târziu pe pictorul realist, Wojciech Gerson, între anii 1872 - 1873. În mod evident, Wojciech Gerson a avut o influență decisivă asupra stilului și viitorului lui Leon în pictură, acest lucru putându-se vedea privind pânzele: „Obraz Trembowli”, „Zamordowanie Świętego Wojciecha” (română Uciderea Sf. Adalbert), „święty Kazimierz” (română Sfântul Kazimir) și „Jan Długosz”. Ultima pictură a fost expusă la „Societatea pentru încurajarea Artelor Frumoase din Varșovia” în anul 1873, aceasta fiind primul său succes artistic.
Wyczółkowski vizitează Expoziția Universală de la Viena, din anul 1873, după care se mută la München. Mai târziu, studiază în atelierul pictorului Alexandru Wagner în Ungaria la Academia de Arte Frumoase din Budapesta. Aici pictează tablourile „Studium starej kobiety w czepku” (română Femeie în vârtstă cu capot - Studiu) și „Studium Włoszki” (română Italieni - Studiu). Se întoarce în Polonia și între anii 1877 - 1879 urmează cursurile Academiei de Arte Frumoase din Cracovia, fiind fascinat de metodele de lucru ale lui Jan Matejko. Sub influența puternică a maestrului Matejko, Leon Wyczółkowski pictează o serie de portrete și celebrul tablou „Ucieczkę Maryny Mniszchówny” (română Maryna Mniszech fugind). În 1878 vizitează Expoziția Universală de la Paris, ocazie cu care ia contact cu opera lui Claude Monet. În 1880, se întâlnește cu Adam Chmielowski (preotul Brother Albert, română Fratele Albert, fondatorul congregației Albertine Brothers and Sisters) și se stabilește la Liov unde va picta „Dziewczyna i bazyliszek” (română Fata și basilica) și „Smoka podwawelskiego”.

## Perioada Varșovia
Stabilindu-se în anul 1880 la Varșovia, Leon Wyczółkowski devine un pictor matur care a pictat în această perioadă portrete la comandă. Acumulând din experiența pictorilor francezi (vez Monet) a făcut o serie de scene de budoar și desene de interior ca: „Model malarza”, „Obrazek jakich wiele” și „Ujrzałem raz w buduarze” (română Am văzut odată în dormitor).
Din anul 1883 s-a mutat în Ucraina, unde a stat zece ani, de acolo făcând sejururi mai lungi sau mai scurte la Varșovia. El a stat în Laszkach, după care a petrecut doi sau trei ani la un văr de-al său. De asemenea el a mai stat în regiunea Kievului, în Berezne din Podhorskich și Bila Țerkva din Branickich. În Ucraina a realizat o mulțime din pânzele sale celebre cum ar fi: „Rybacy” (română Pescari), „Chłopi” (română Țăran), „Woły” (română Măgari), „Orka” (română Orca) și „Kopanie buraków” (română Săpatul sfeclei).
Revenind la Paris cu ocazia Expoziției Mondiale din anul 1889 citește arta japoneză și urmărește lucrările lui Claude Monet. În 1890 organizează o expoziție la Salonul de Artă Krywulta unde expune majoritatea lucrărilor pe care le-a făcut cu ocazia șederii sale în Ucraina. Critica de artă a subliniat, cu ocazia vernisajului, evoluția artistului în dezvoltarea impresionismului. Între 1891 - 1893 a fost membru al Societății pentru încurajarea Artelor Frumoase din Varșovia.

## Perioada Cracovia

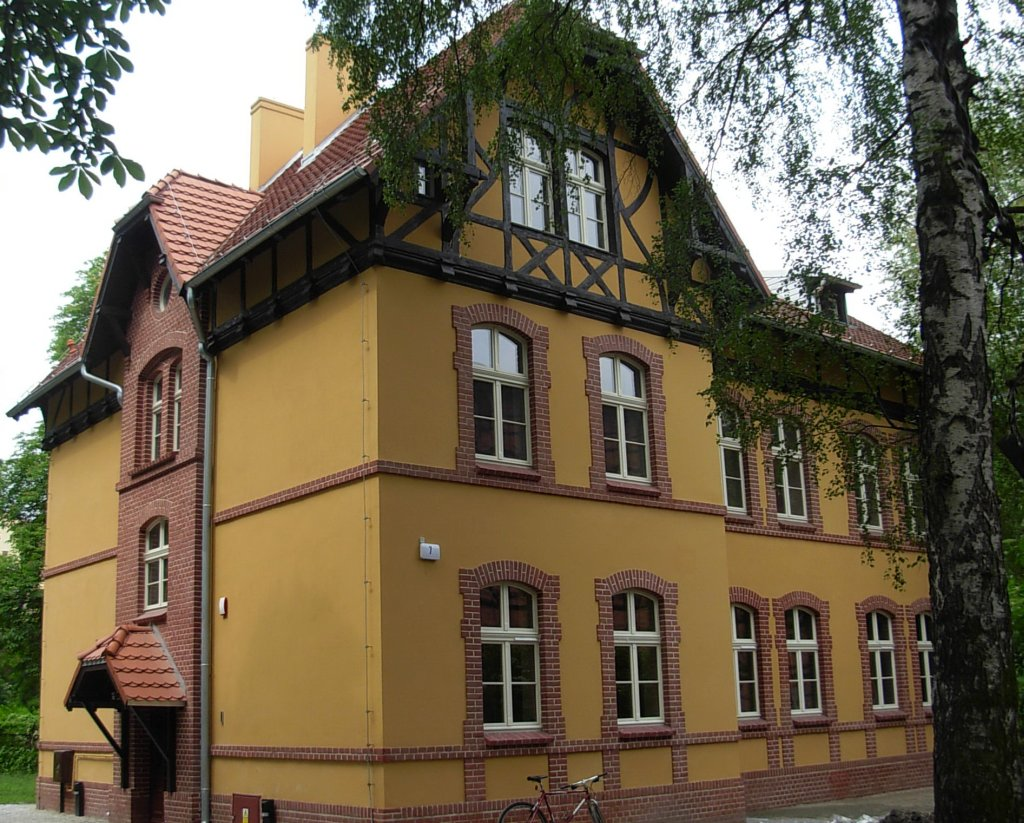
Casa Wyczółkowski

În octombrie 1895 este numit lector la Cracovia la Academia de Arte Frumoase, moment în care se mută definitiv aici. Călătorește peste tot în țară și străinătate: Italia, Franța, Anglia, Irlanda. Acum folosește diverse tehnici utilizate în pasteluri și acuarele, precum și cretă și cerneală. Profită de soluții date de tehnicile impresioniste în picturile de gen, peisaje cu efecte puternice în crearea atmosferei de „plain air” (vezi „Rybacy brodzący”). El a pictat peisaje de atmosferă, Munții Tatra, copaci, monumente arhitecturale ale orașelor poloneze și vestigii istorice, naturi statice și flori. Au fost de asemenea și numeroase autoportrete și portrete de artiști proeminenți ca ale profesorului universitar Ludwika Rydygiera și a asistenților Stanisława Witkiewicza, Jana Kasprowicza, Karola Estreichera, Erazma Barcza, Józefa Chełmońskiego și Konstantego Laseczki. Leon Wyczółkowski a fost un pictor celebru al secolului al XIX-lea, el stând alături de cei mai populari pictori din Cracovia, cum au fost Juliana Fałata, Jacka Malczewskiego și Jana Stanisławskiego.
Anul 1919 l-a prins pe Leon Wyczółkowski ca profesor al Academiei de Arte Frumoase unde și-a adus aportul la formarea unui grup mare de pictori polonezi, dintre care se remarcă Wojciech Weiss și Fryderyk Pautsch. Se implică în Cracovia la viața culturală a orașului și în 1897 participă ca membru la fondarea Societății artiștilor polonezi „Sztuka” care a coagulat cele mai proeminente figuri de sculptori și pictori ai acelui timp. El a participat activ la toate expozițiile organizate de către această societate. De la vârsta de 80 de ani, Leon devine interesat de arta japoneză, un ajutor având în acest sens în persoana lui Feliksem Mangghą Jasieńskim.
La sfârștul secolului al XIX-lea, ca urmare a creșterii interesului în ce privește artele grafice ca mijloc de exprimare artistică, Leon Wyczółkowski deprinde și folosește cu succes tehnica gravurii și litografia. Leon a atacat și domeniul sculpturii realizând o statuie de husari călare, aceasta fiind parte a unui proiect vizând mausoleul lui Jan Matejko. În 1909 a devenit rector al Academiei de Arte Frumoase, poziție pe care a păstrat-o între anii 1909 - 1910. În 1911 se pensionează pe motiv de boală.
Izbucnirea primului război mondial l-a prins în Lituania pe proprietatea privată Malinowszczyzna, unde studia peisagistica. A revenit pentru un an la Varșovia, după care pictează pe lângă legiunea Pilsudski de lângă Cracovia. După câteva luni, în 1916 pictează lângă un regiment de infanterie aflat la o tabără de lângă Varșovia.

## PerioadaWielkopolsko-Pomeraniană

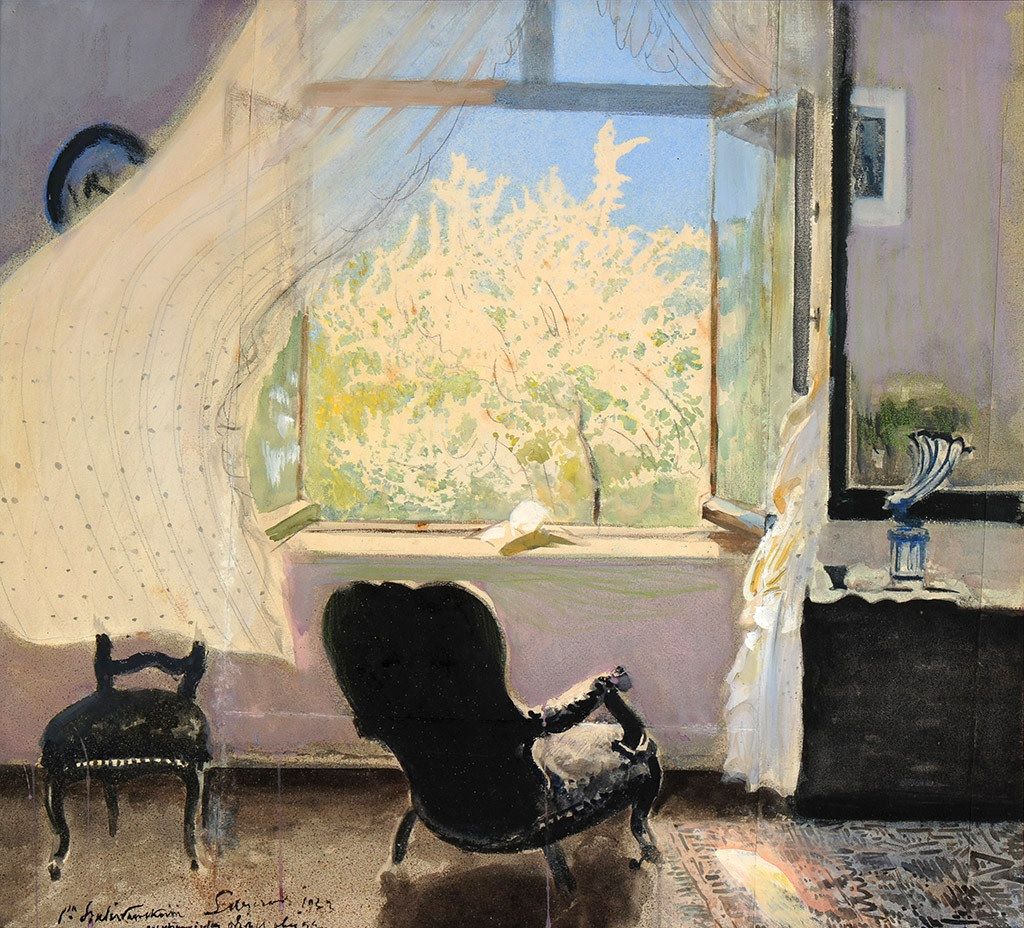
„Primavara în Gościeradz”, 1931

În anul 1922, Leon Wyczółkowski a donat Muzeului Național din Poznan o bogată colecție de artă ce includea printre altele: covoare, tapițerii, covoare, vaze, boluri, mobilier de epocă, picturi și graafică. Pentru această donație Departamentul Național din Poznan a făcut un cadou artistului, punându-l în posesia unui conac în localitatea Gościeradz în apropierea orașului Bydgoszcz. Din acel moment, Wyczółkowski și-a petrecut lunile de vară la conacul său, inconjurat de un parc imens și o livadă. Picturile realizate în acea perioadă sunt ilustrate în operele sale: „Impresii din Bialowieza” (1922), „Gościeradz” (1923 / 1924), „Biserica Sf. Maria din Cracovia” (1926 / 1927). În 1929 se mută din Cracovia la Poznan, dovadă stând și pânzele „Cis z rezerwatu w Wierzchlesie” din Pădurea Tucholei, sau peisaje de pe coasta Mării Baltice. În anul 1933 a fost numit profesor de onoare la Academia de Arte Frumoase din Cracovia, pentru ca după un an să fie numit profesor de grafică la Academia de Arte Frumoase din Varșovia.
Pe timpul când a locuit la Gościeradz, s-a plimbat deseori pe jos, mergând până în  Bydgoszcz și astfel a pictat peisaje urbane cu clădiri frumoase și copaci bătrâni, precum și plopii uriași de pe Canalul Bydgoszcz. În această perioadă, Leon a ținut o strânsă legătură cu Zygmunt Malewski. După un timp, în 1924, a donat Muzeului din Bydgoszcz o parte a lucrărilor sale și ca urmare acest muzeu, ulterior, s-a ocupat cu colectarea lucrărilor artistului de pe piata de artă. Deja, de pe timpul când Leon Wyczółkowski încă trăia, muzeul avea una din săli dedicate lui. Pe lângă lucrările donate și cele achiziționate de muzeu, în sălile lui au fost expuse multe din lucrările artistului expuse în Cracovia, Varșovia, Poznan sau străinătate.
Leon Wyczółkowski a murit în data de 27 decembrie 1936 la Varșovia. Înmormântarea a avut loc în Bydgoszcz în prezența a mii de oameni. La ceremonie au participat reprezentanții celor mai înalte autorități de stat și miniștri, precum și reprezentanți ai vieții culturale poloneze. El a fost înmormântat, acolo unde și-a dorit, la cimitirul rural din Wtelno lângă Bydgoszcz.
În data de 8 aprilie 1937, soția sa, Francis a donat orașului Bydgoszcz,  conform ultimelor dorințe ale artistului, un număr de 425 de lucrări, precum și atelierul în care a lucrat. În contractul de donație se menționa ca  municipalitatea din Bydgoszcz să aibă grijă de operele donate, să se oblige să achiziționeze orice altă operă a artistului disponibilă pe piața de artă, să difuzeze operele și să comemoreze evenimente din viața lui Leon Wyczółkowski.

## Galerie imagini

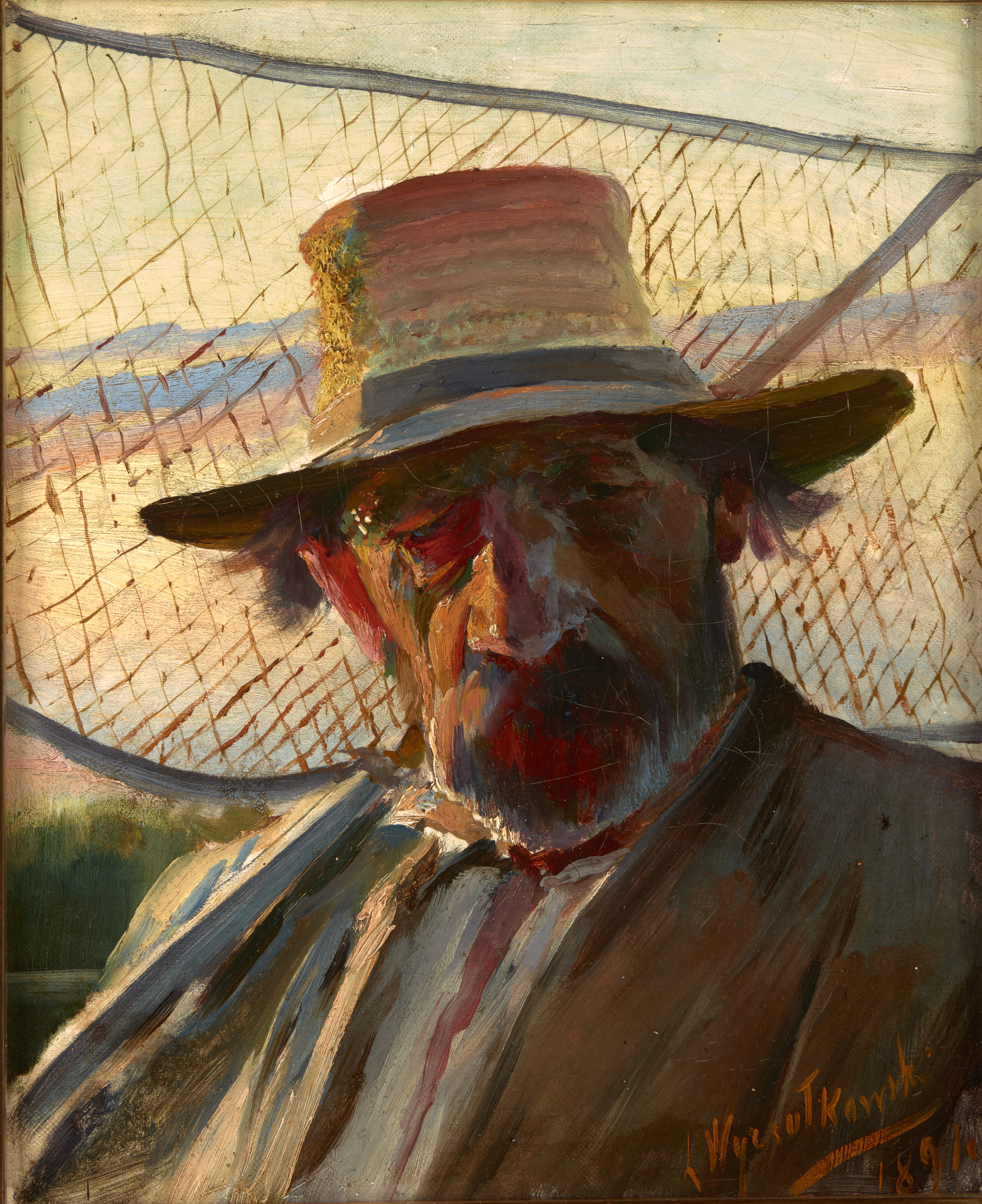
„Rybak”, 1891
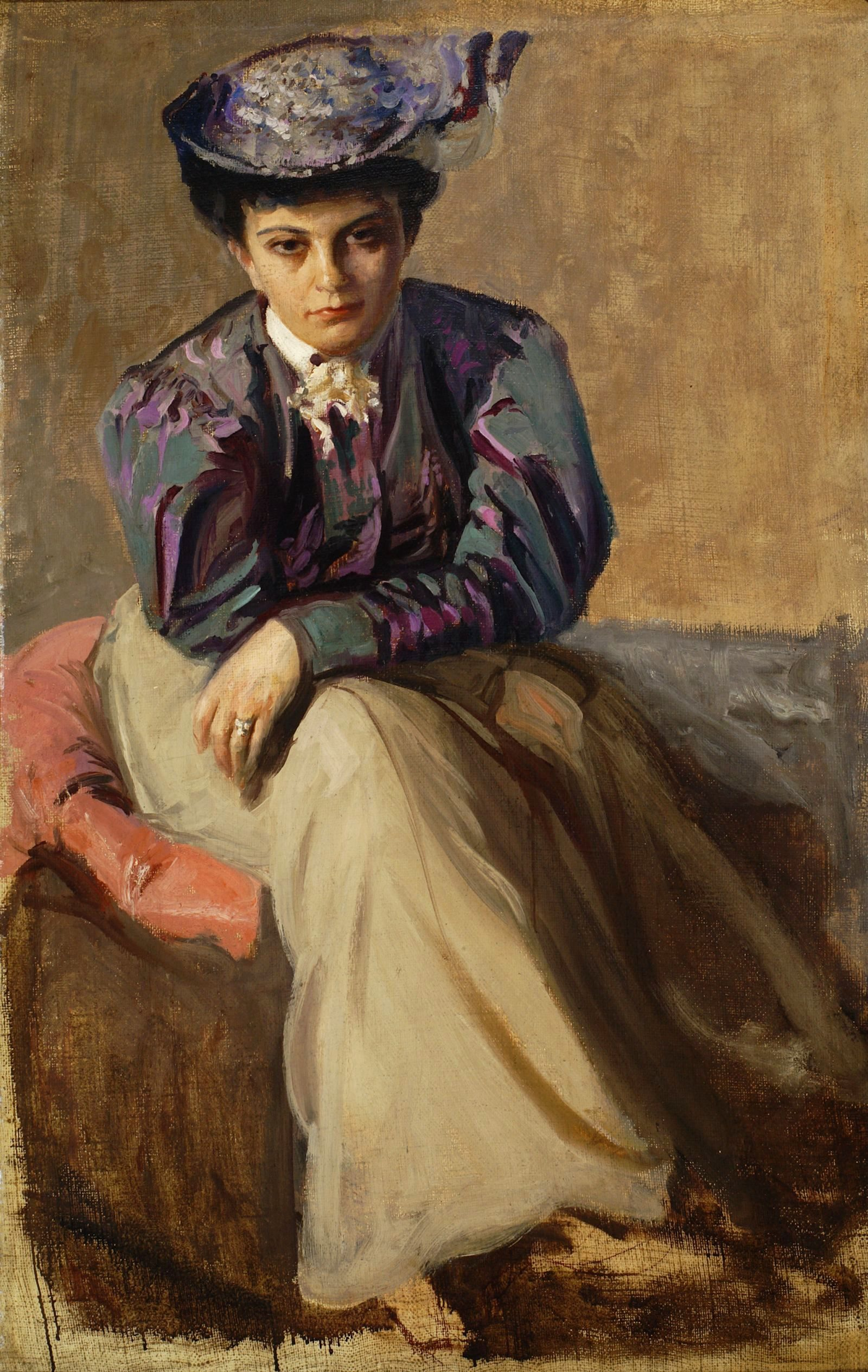
„Zofii Cybulskiej z Sokołowskich, portret”
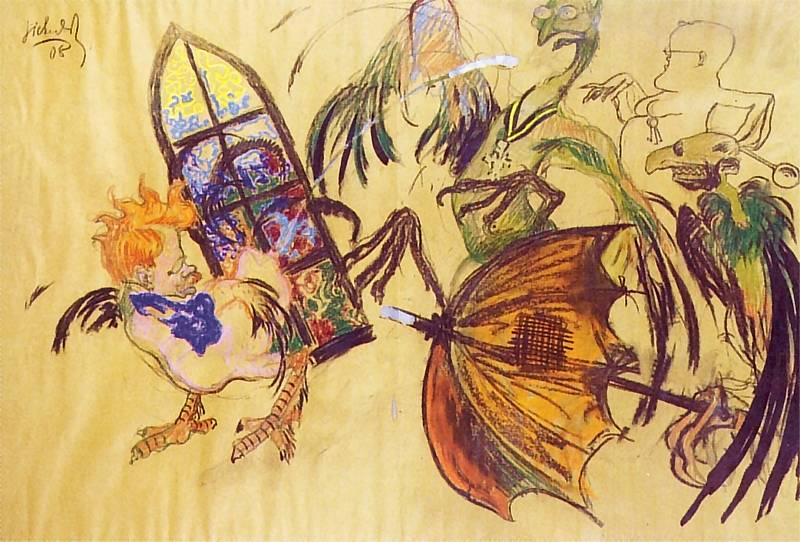
„Józef Mehoffer în duel cu Leon Wyczółkowski”, 1908
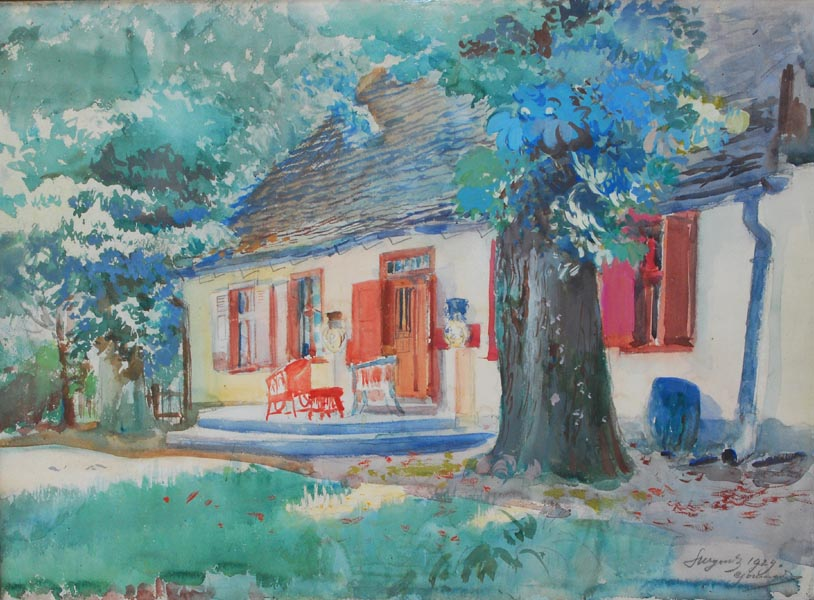
„Dwór w Gościeradzu”, acuarelă, 1929
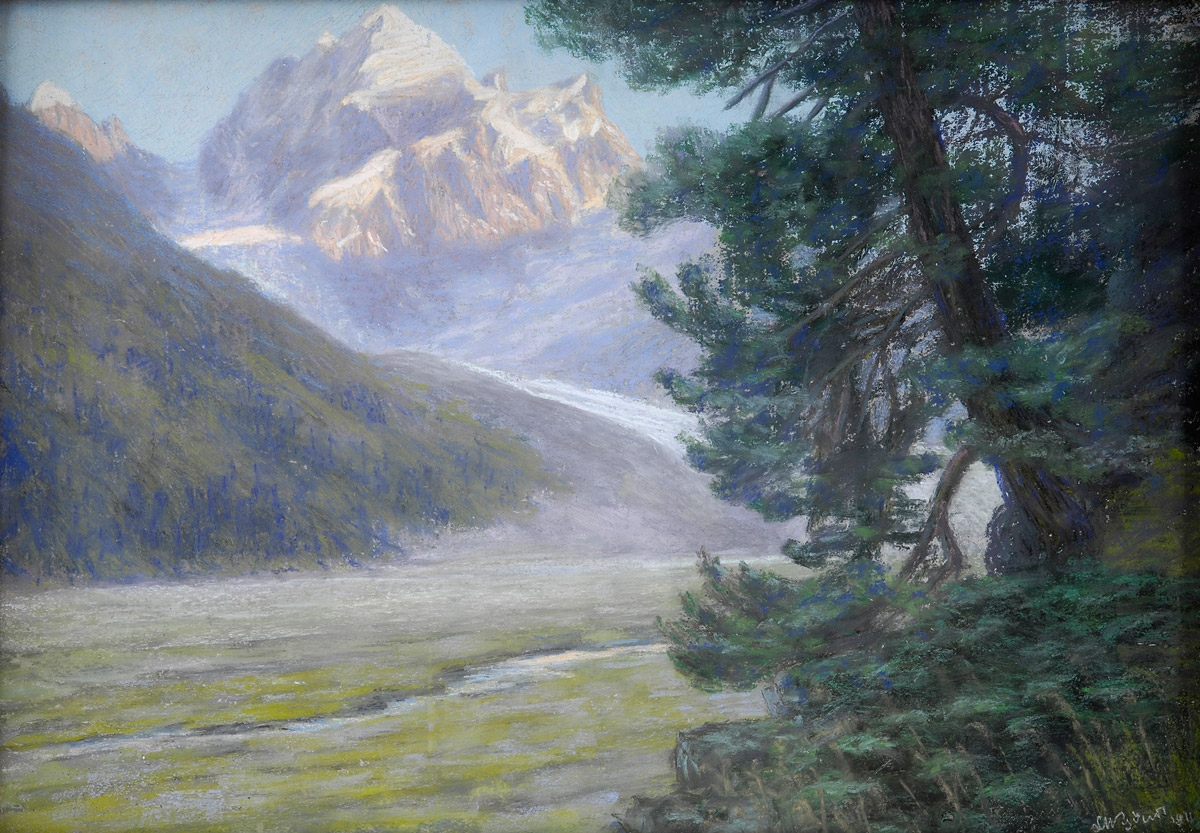
„Munții Tatra”, pastel, 1911
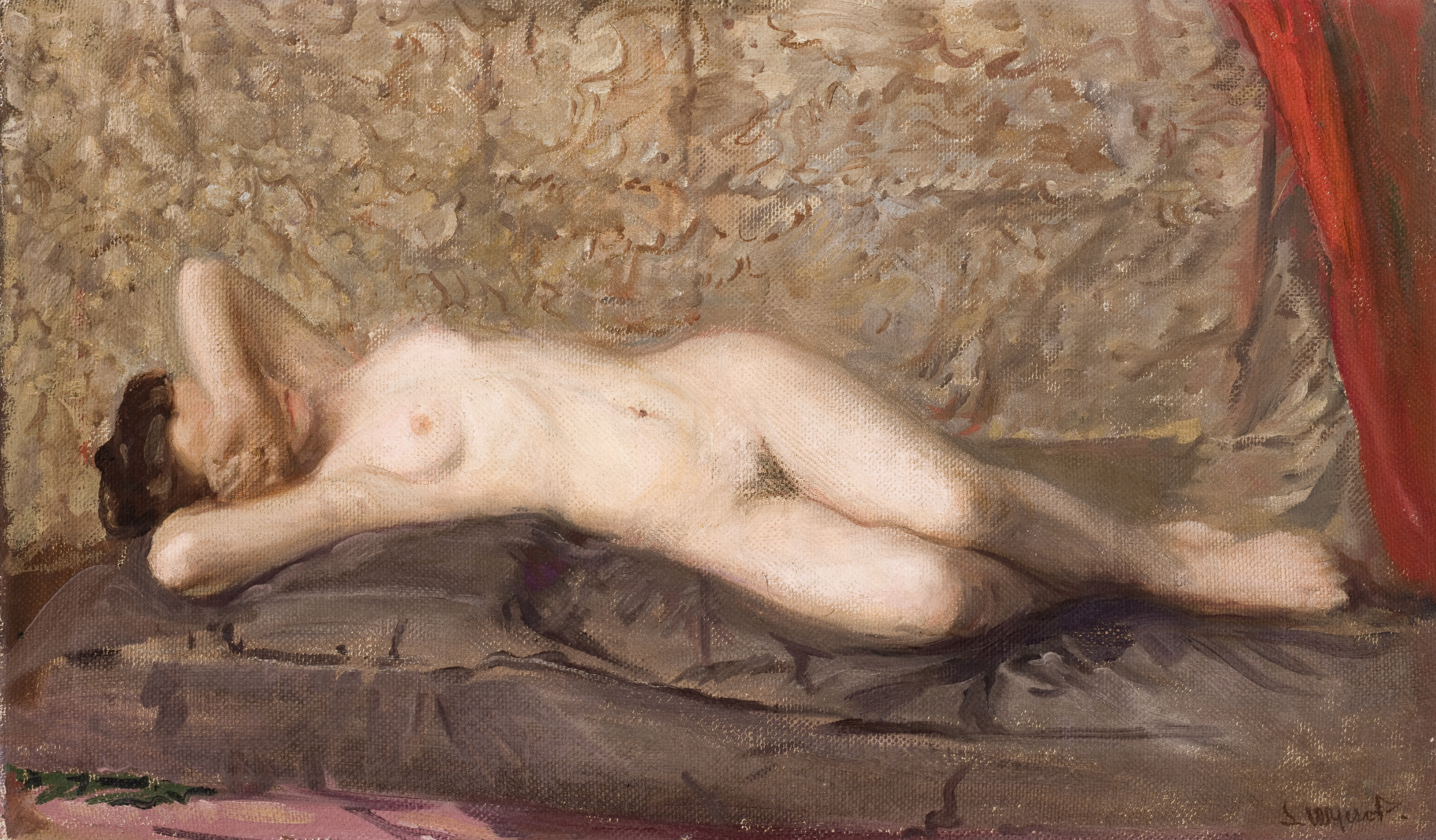
„Akt”
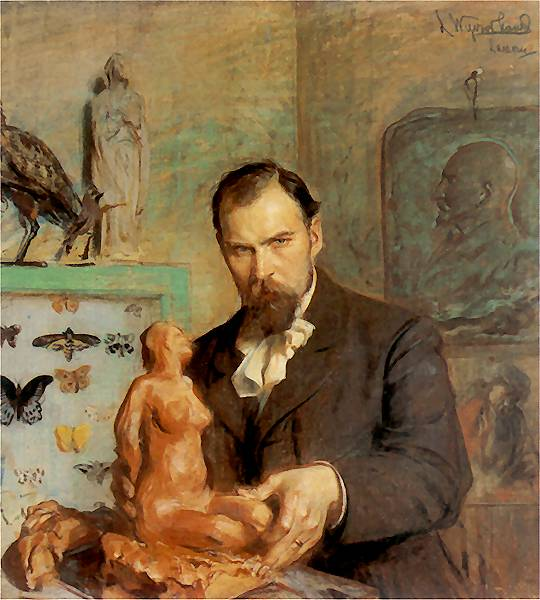
„Konstantego Laszczki, portret”, pastel, 1901-1902
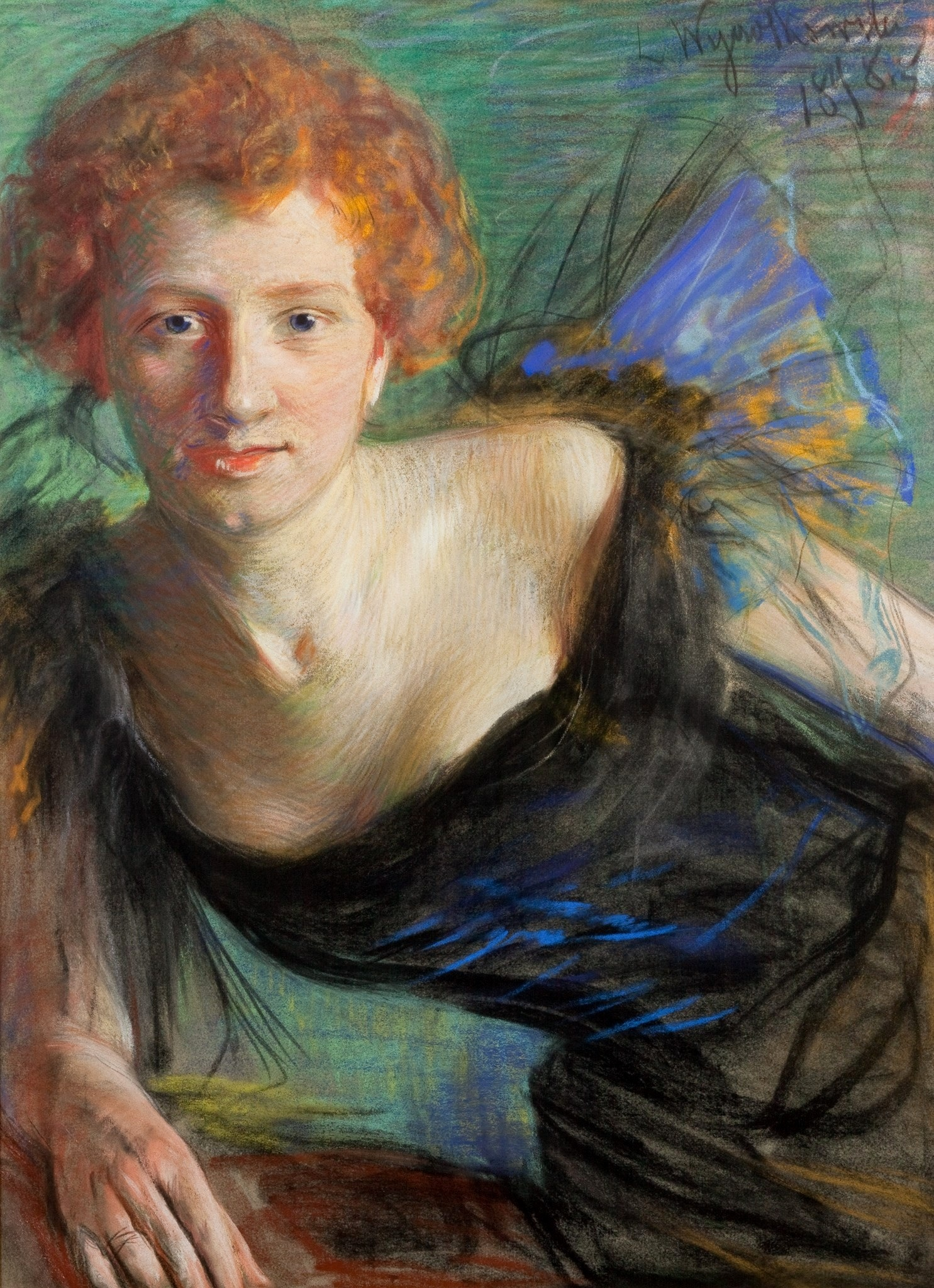
„Irena Solska, portret”, 1899
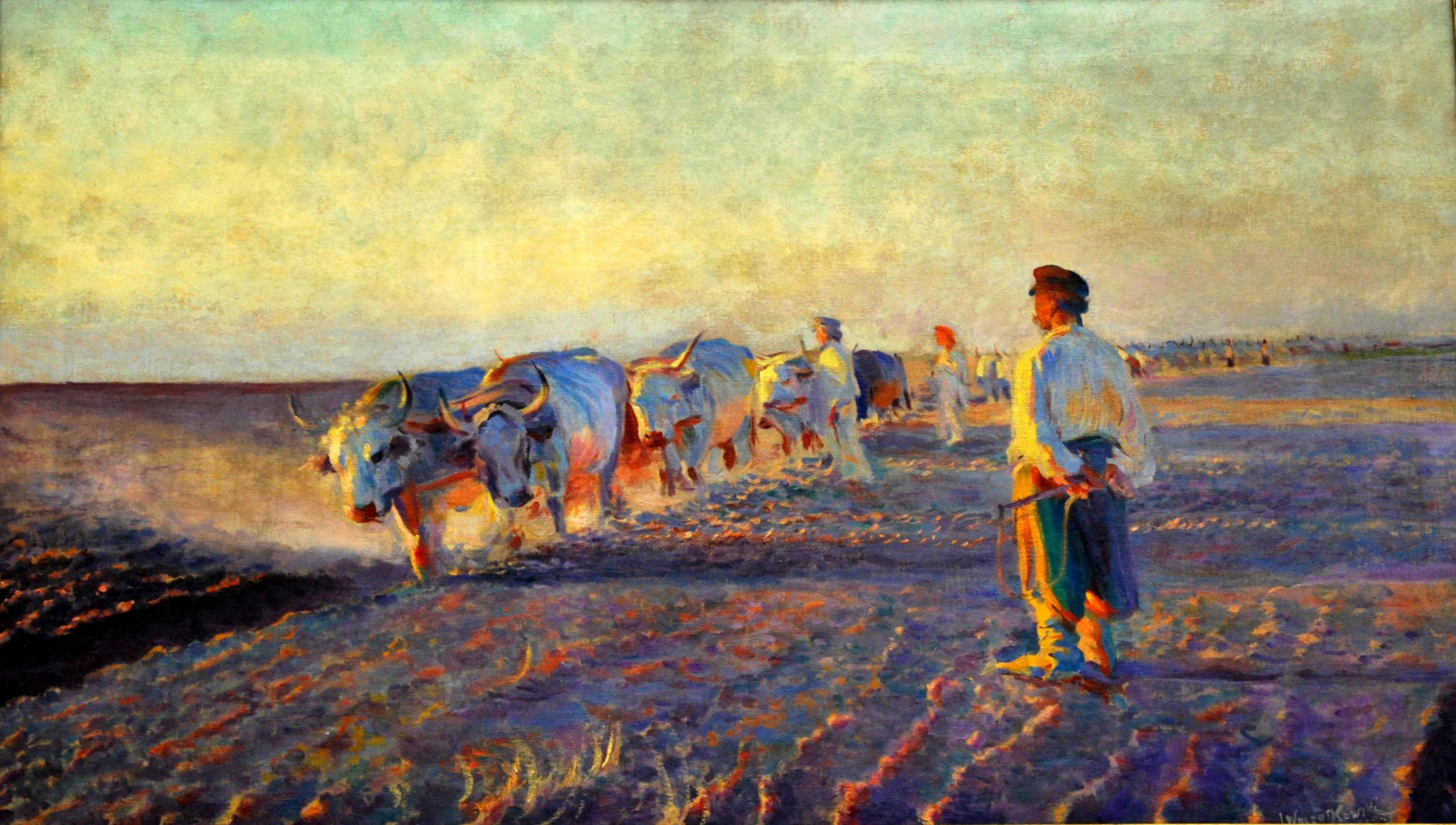
„Aratul în Ucraina”
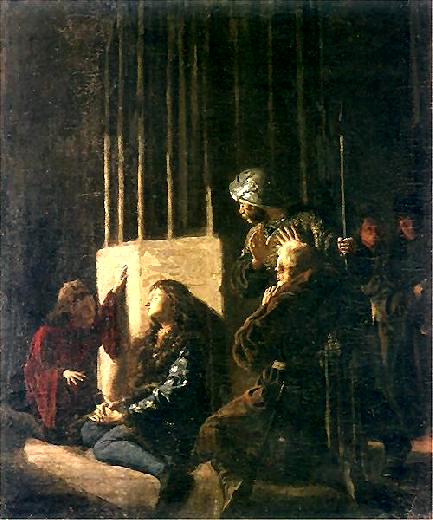
„Sfântul Casimir şi Jan Długosz”, 1873

## Opera

„Jocul de criket”

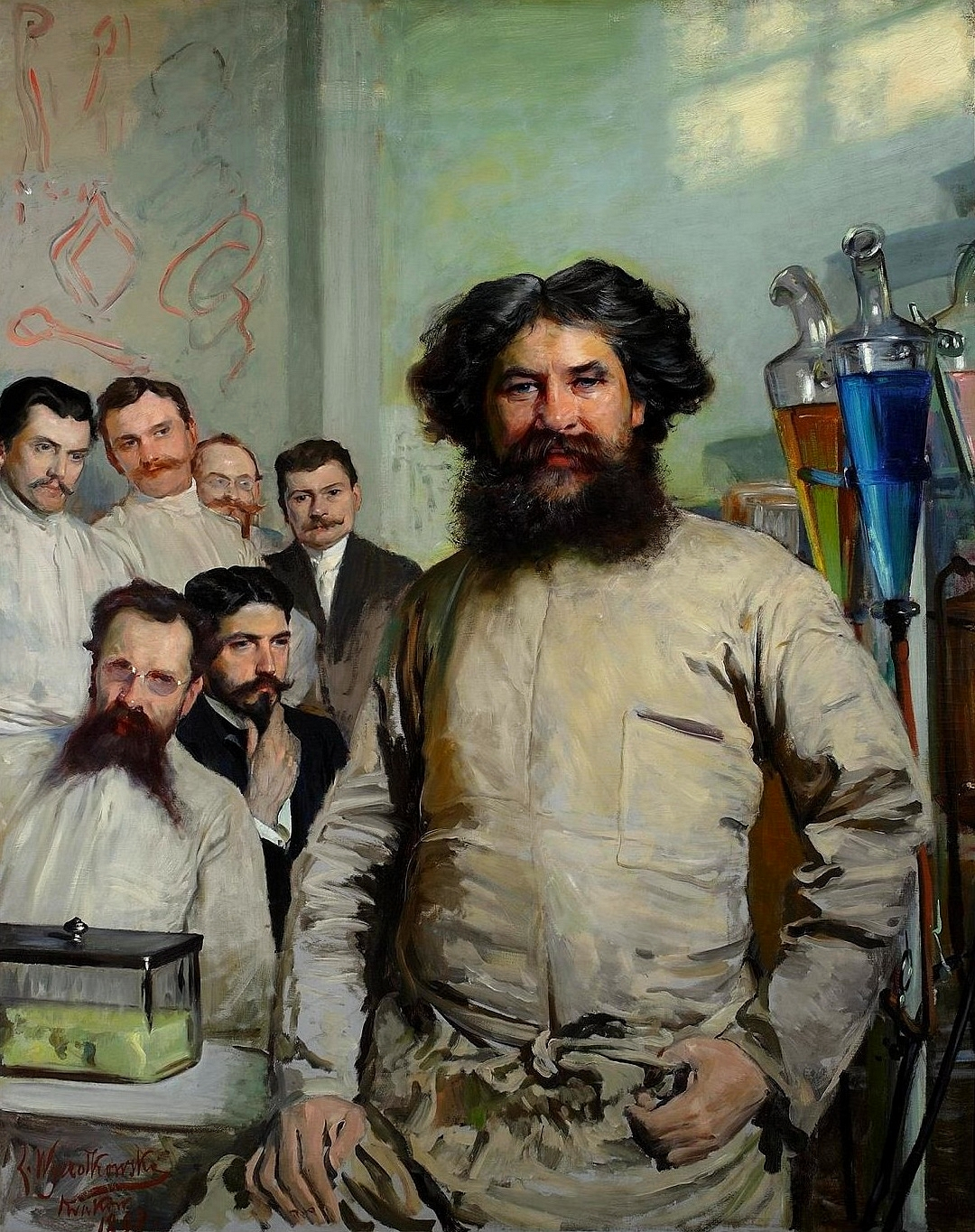
„Portretul lui Ludwik Rydygier și al asistenților săi”, 1897

Lucrările realizate de Leon Wyczółkowski sunt expuse în colecțiile de la Muzeul Național din Varșovia, Cracovia, Poznan, Kielce, Wroclaw, Bydgoszcz și mai în toate muzeele din Polonia. Printre cele mai importante dintre lucrările sale se numără:
- „Capul lui Hristos” (1882-1883, ulei pe pânză, Muzeul Național din Cracovia, Galeria de Artă a secolului polonez în Sala Sukiennicach );
- „Portretul unei femei tinere în studioul unui pictor” (1883, ulei pe pânză, 60,5 x 31 cm, Muzeul Național din Varșovia);
- „Am văzut o dată ...” (1884, ulei pe pânză, 73 x 57 cm, Muzeul Național din Varșovia );
- „Veil” (1885, ulei pe panza, Upper Silesian Museum din Bytom );
- „Tineri Merry” (1891, ulei pe pânză, 68 x 50 cm, Muzeul Național din Varșovia );
- „Pescar” (1891, ulei pe panza, Muzeul Național din Cracovia, Galeria de Artă a secolului polonez în Sala Sukiennicach );
- „Pescarii, trecere prin vad” (1891, ulei pe pânză, Muzeul Național din Varșovia );
- „Arat în Ucraina” (1892, ulei pe pânză, 73 x 122 cm, Muzeul Național din Cracovia, poloneză a Galeria de Artă al secolului al XIX- lea Cloth Hall  );
- „Druid pietrificat” (1892, ulei pe pânză, Muzeul Național din Cracovia, Galeria de Artă a secolului polonez în Sala Sukiennicach );
- „Kurgan în Ucraina” (1894, ulei pe pânză, Muzeul Districtui din Bydgoszcz );
- „Jocul de cricket” (1895, ulei pe pânză, Muzeul Național din Cracovia, Galeria de Artă a secolului polonez în Sala Sukiennicach );
- „Washington Crucifix” (1896, ulei pe pânză, Muzeul Național din Cracovia , Galeria de Artă a secolului polonez în Sala Sukiennicach );
- „Portretul lui Ludwik Rydygier și a asistenților săi” (1897, ulei pe pânză, Muzeul Național din Varșovia );
- „Japoneză” (1897, ulei pe pânză, Muzeul Național din Cracovia , Galeria de Arta a secolului polonez în Sala Sukiennicach );
- „Stańczyk” (Nașterea Domnului) (1898, ulei pe panză, Muzeul Național din Cracovia , arta poloneză a secolului al XX-lea în clădirea principală);
- „Portret, Irena Solska” (1899, pastel pe hârtie, Muzeul Național din Cracovia , Galeria de Artă a secolului polonez în Sala Sukiennicach );
- „Călugărul cu ochiul mare” (1904, ulei pe pânză, Muzeul Național din Cracovia , Galeria de Artă a secolului polonez în Sala Sukiennicach );
- „Munții Tatra” (1906);
- „Cavalerul Florilor” (1907)
- „Trandafiri albi” (1908, ulei pe pânză, 86 x 64 cm, colecție privată);
- „Gdańsk” (1909);
- „Teka Hutsul” (1910);
- „Portret, Feliks Manggha Jasieński” (1911, ulei pe pânză, Muzeul Național din Cracovia , Galeria de Artă a secolului polonez în Sala Sukiennicach );
- „Autoportret în cămașă de forță chineză” (1911, ulei pe pânză, Muzeul Național din Varșovia );
- „Wawel (1911-1912);
- „Hristos pe cruce” (1915, ulei pe pânză, biserica  parohială Sfântul Mântuitor în. Ryki );
- „Varșovia veche” (1916);

## Premii
- Premiul Academiei de Arte a Fundației Probus Barczewskiego (de două ori);
- Medalia de bronz la o expoziție în Saint-Louis (1904);
- Medalia de aur la Expoziția Universală Internațională de la Paris (1925);
- Medalia de aur la Expozitia Națională de la Poznan (1929),
- Premiul orașului Varșovia (1930),
- Membru al Academiei Cehe de Științe și de Arte (din 1931)
- Este numit umembru al Ordinului polonez Renașterea (1921)
- Crucea Ofițerului, Ordinul polonez Renașterea (1921)
- Crucea Comandorului cu Steaua Ordinului polonez Renașterea (1928)
- Marele steag al Ordinului polonez Renașterea (1934)[3] "pentru contribuția remarcabilă în domeniul muncii artistice"
- Laureat al Academiei Poloneze de Literatură (1935).[4]

## Comemorări

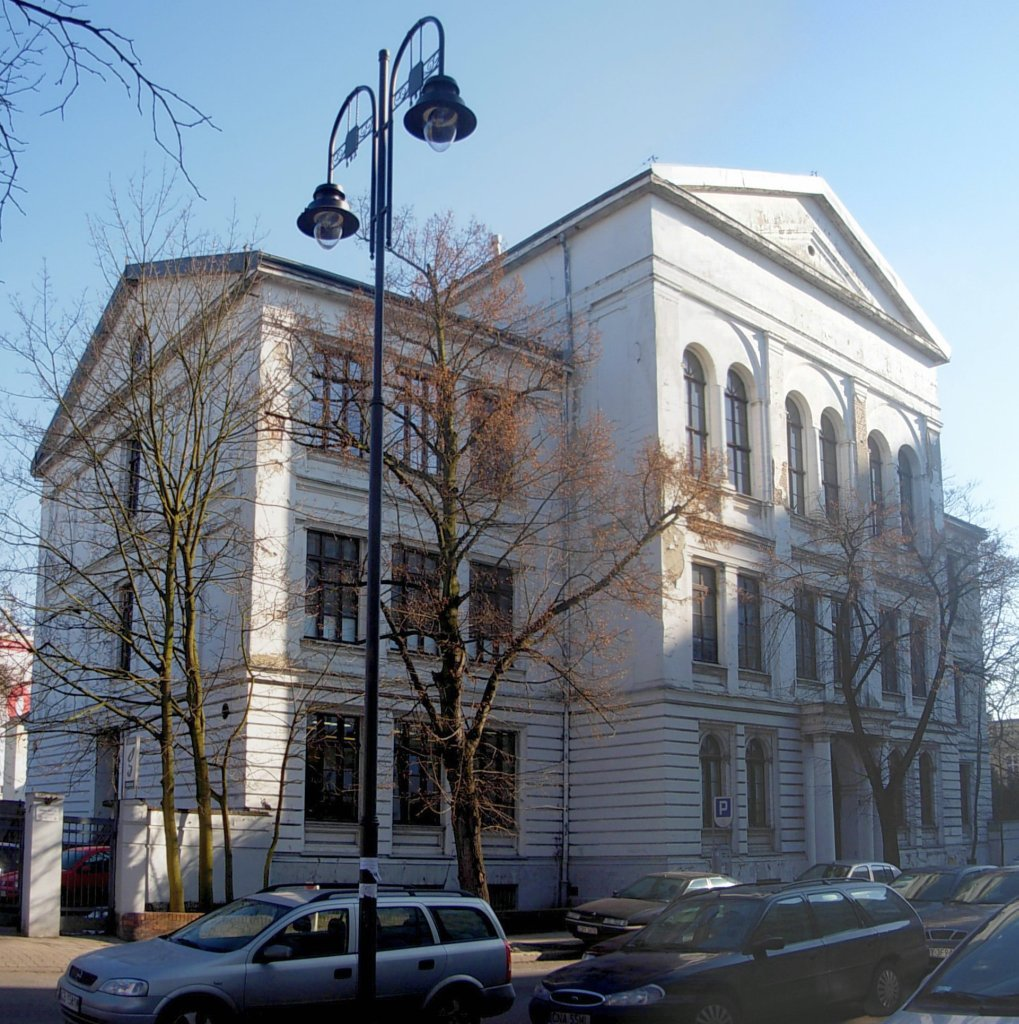
Liceul de Arte Plastice „Leon Wyczółkowski” din Bydgoszcz

Numele de Leon Wyczółkowski este purtat astăzi de străzi din Varșovia, Bydgoszcz, Zielona Góra, Cracovia, Lublin și Piaseczno. De asemenea, Liceul de Arte Plastice din Bydgoszcz îi poartă numele.
Cu toate că prin actul de donație către Muzeul Districtual din Bydgoszcz se menționa că acesta din urmă trebuia să se angajeze în popularizarea lucrărilor sale, administrația se mulțumea, adeseori, doar în a omagia pe marele artist. De-a lungul timpului însă, la Muzeul din Bydgoszcz s-au organizat numeroase expoziții, sesiuni științifice și simpozioane ale căror centru de atenție era tocmai opera lui Wyczółkowski. S-au publicat cu aceste ocazii o mulțime de cataloage, broșuri, afișe, reproduceri ale lucrărilor sale precum și medalii comemorative. În anul 1948, un prieten al artistului, pe numele său Kazimierz Szulisławski a donat 110 lucrări în urma cărora s-a organizat într-o aripă specială a muzeului o expoziție care expune circa 700 dintre operele marelui artist, lucrări ce cuprind picturi în ulei, pasteluri, acuarele, tempera, grafică și numeroase ilustrații.
În anul 2009, Casa Leon Wyczółkowski din Bydgoszcz, unde a locuit în perioada interbelică marele pictor, a devenit muzeu.